# Broyage mécanique

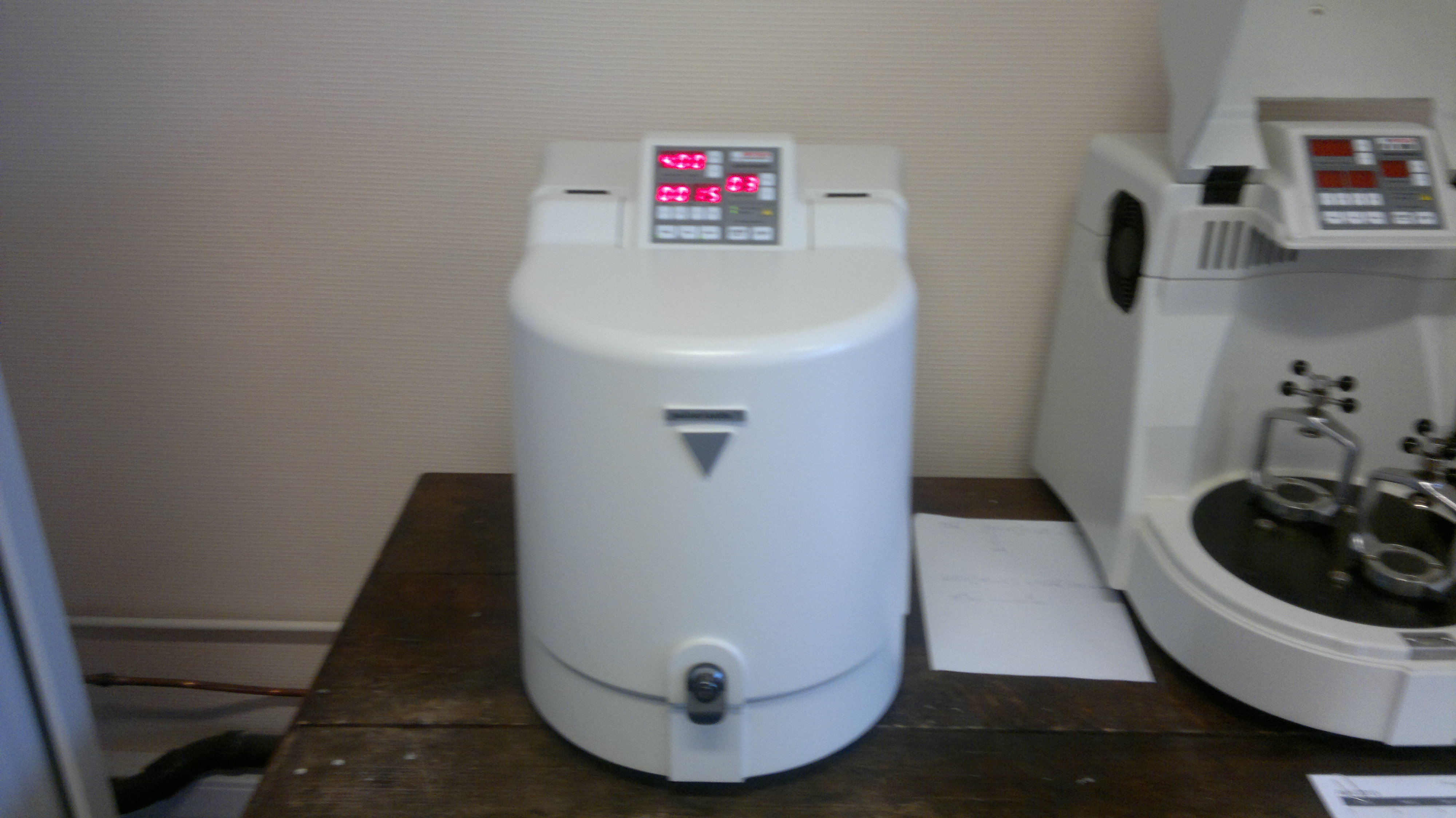
Broyeur planétaire

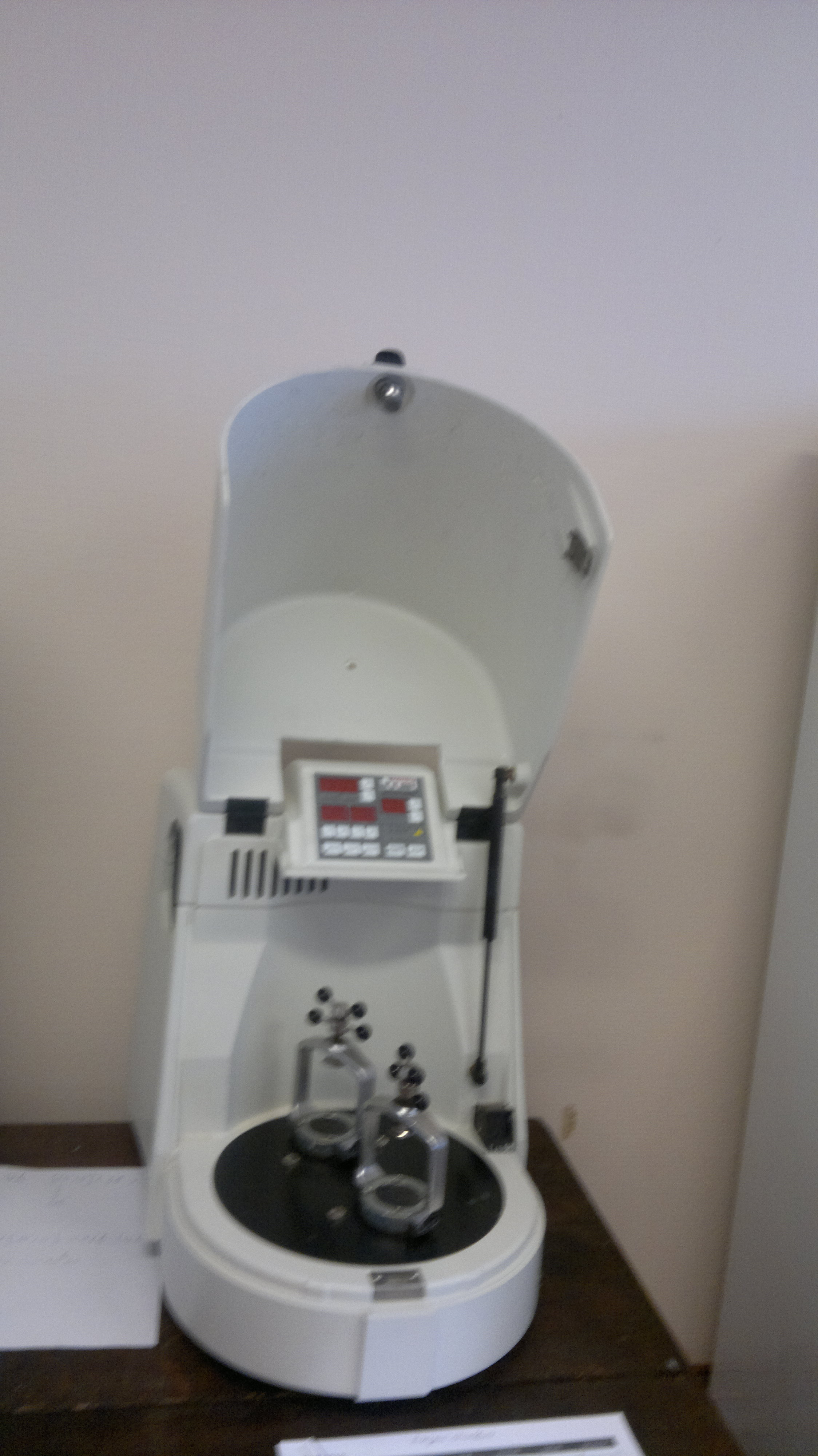
Appareil de broyage

Le broyage mécanique consiste à réduire la taille des particules et des grains de différents types de matériaux. Il est très utilisé dans l’industrie pharmaceutique car il permet d’améliorer la biodisponibilité d’une substance. Par exemple dans le cas des composés peu solubles dans l’eau, la production de particules submicroniques peut être un moyen d’améliorer l’efficacité du produit lors d’une administration orale.

## Appareil utilisé
Les opérations de broyage sont effectuées avec un broyeur planétaire. Celui-ci est constitué d’un disque sur lequel sont fixées deux jarres de broyage d’une contenance de 45mL chacune et pouvant accueillir jusqu’à 7 billes de broyage de 15 mm de diamètre. Les jarres et les billes de broyage sont en oxyde de zirconium, matériau réputé pour sa très grande résistance aux chocs et à l’usure autorisant des broyages de durée prolongée.
Le système de broyage fonctionne faisant tourner le disque porteur et les jarres autour de leur axe propre. La vitesse de rotation est identique pour le plateau et les jarres, pouvant varier de 100 tr/min à 800 tr/min. En revanche, les sens de rotation sont opposés de façon à générer des forces centrifuges antagonistes.

## Broyage en température
Bien qu'il n’existe pas de broyeur commercial équipé de système de régulation en température, il est possible d’effectuer des broyages à différentes températures :
- à température ambiante, en plaçant le broyeur dans une pièce à température ambiante.
- à - 12 °C, en plaçant le broyeur dans une chambre froide maintenu à cette température.